# Hesperis tristis
Hesperis tristis là một loài thực vật có hoa trong họ Cải. Loài này được Carl von Linné mô tả khoa học đầu tiên năm 1763.